# Géza Ottlik
Géza Ottlik (n. 1912 – d. 1990) a fost un scriitor maghiar.